# Gran Premio de Argentina de Motociclismo de 2019
El Gran Premio de Argentina de 2019 (oficialmente Gran Premio Motul de la República Argentina) fue la segunda prueba del Campeonato del Mundo de Motociclismo de 2019. Tuvo lugar el fin de semana del 29 al 31 de marzo de 2019 en el Autódromo Termas de Río Hondo, situado en la ciudad de Termas de Río Hondo de la Provincia de Santiago del Estero, Argentina.
La carrera de MotoGP fue ganada por Marc Márquez, seguido de Valentino Rossi y Andrea Dovizioso. Lorenzo Baldassarri fue el ganador de la prueba de Moto2, por delante de Remy Gardner y Álex Márquez. La carrera de Moto3 fue ganada por Jaume Masiá, Darryn Binder fue segundo y Tony Arbolino tercero.

## Resultados

### Resultados MotoGP
| Pos.    | N.º | Piloto            | Constructor | Vueltas | Tiempo    | Parrilla | Puntos |
| ------- | --- | ----------------- | ----------- | ------- | --------- | -------- | ------ |
| 1       | 93  | Marc Márquez      | Honda       | 25      | 41:43.688 | 1        | 25     |
| 2       | 46  | Valentino Rossi   | Yamaha      | 25      | +9.816    | 4        | 20     |
| 3       | 4   | Andrea Dovizioso  | Ducati      | 25      | +10.530   | 3        | 16     |
| 4       | 43  | Jack Miller       | Ducati      | 25      | +12.140   | 5        | 13     |
| 5       | 42  | Álex Rins         | Suzuki      | 25      | +12.563   | 16       | 11     |
| 6       | 9   | Danilo Petrucci   | Ducati      | 25      | +13.750   | 10       | 10     |
| 7       | 30  | Takaaki Nakagami  | Honda       | 25      | +18.160   | 9        | 9      |
| 8       | 20  | Fabio Quartararo  | Yamaha      | 25      | +20.403   | 7        | 8      |
| 9       | 41  | Aleix Espargaró   | Aprilia     | 25      | +25.292   | 13       | 7      |
| 10      | 44  | Pol Espargaró     | KTM         | 25      | +25.679   | 11       | 6      |
| 11      | 88  | Miguel Oliveira   | KTM         | 25      | +25.855   | 14       | 5      |
| 12      | 99  | Jorge Lorenzo     | Honda       | 25      | +27.497   | 12       | 4      |
| 13      | 35  | Cal Crutchlow     | Honda       | 25      | +31.398   | 8        | 3      |
| 14      | 63  | Francesco Bagnaia | Ducati      | 25      | +32.893   | 17       | 2      |
| 15      | 5   | Johann Zarco      | KTM         | 25      | +33.372   | 18       | 1      |
| 16      | 55  | Hafizh Syahrin    | KTM         | 25      | +35.545   | 21       |        |
| 17      | 29  | Andrea Iannone    | Aprilia     | 25      | +38.238   | 22       |        |
| Ret     | 12  | Maverick Viñales  | Yamaha      | 24      | Caída     | 2        |        |
| Ret     | 21  | Franco Morbidelli | Yamaha      | 24      | Caída     | 6        |        |
| Ret     | 36  | Joan Mir          | Suzuki      | 21      | Retirado  | 19       |        |
| Ret     | 53  | Tito Rabat        | Ducati      | 15      | Caída     | 20       |        |
| Ret     | 17  | Karel Abraham     | Ducati      | 14      | Caída     | 15       |        |
| Fuente: |     |                   |             |         |           |          |        |

### Resultados Moto2
| Pos.    | N.º | Piloto                | Constructor | Vueltas | Tiempo     | Parrilla | Puntos |
| ------- | --- | --------------------- | ----------- | ------- | ---------- | -------- | ------ |
| 1       | 7   | Lorenzo Baldassarri   | Kalex       | 23      | 39:46.000  | 8        | 25     |
| 2       | 87  | Remy Gardner          | Kalex       | 23      | +1.244     | 7        | 20     |
| 3       | 73  | Álex Márquez          | Kalex       | 23      | +1.817     | 4        | 16     |
| 4       | 27  | Iker Lecuona          | KTM         | 23      | +2.704     | 15       | 13     |
| 5       | 23  | Marcel Schrötter      | Kalex       | 23      | +4.839     | 2        | 11     |
| 6       | 41  | Brad Binder           | KTM         | 23      | +4.707     | 6        | 10     |
| 7       | 10  | Luca Marini           | Kalex       | 23      | +4.986     | 13       | 9      |
| 8       | 9   | Jorge Navarro         | Speed Up    | 23      | +7.459     | 11       | 8      |
| 9       | 33  | Enea Bastianini       | Kalex       | 23      | +8.724     | 12       | 7      |
| 10      | 35  | Somkiat Chantra       | Kalex       | 23      | +14.506    | 19       | 6      |
| 11      | 5   | Andrea Locatelli      | Kalex       | 23      | +16.145    | 14       | 5      |
| 12      | 45  | Tetsuta Nagashima     | Kalex       | 23      | +16.450    | 22       | 4      |
| 13      | 89  | Khairul Idham Pawi    | Kalex       | 23      | +16.613    | 25       | 3      |
| 14      | 64  | Bo Bendsneyder        | NTS         | 23      | +23.007    | 16       | 2      |
| 15      | 2   | Jesko Raffin          | NTS         | 23      | +24.736    | 24       | 1      |
| 16      | 72  | Marco Bezzecchi       | KTM         | 23      | +25.381    | 21       |        |
| 17      | 96  | Jake Dixon            | KTM         | 23      | +41.684    | 27       |        |
| 18      | 3   | Lukas Tulovic         | KTM         | 23      | +45.545    | 30       |        |
| 19      | 65  | Philipp Öttl          | KTM         | 23      | +45.811    | 29       |        |
| 20      | 77  | Dominique Aegerter    | MV Agusta   | 23      | +56.934    | 20       |        |
| 21      | 18  | Xavier Cardelús       | KTM         | 23      | +1:07.765  | 31       |        |
| 22      | 16  | Joe Roberts           | KTM         | 23      | +1:18.707  | 26       |        |
| 23      | 20  | Dimas Ekky Pratama    | Kalex       | 19      | +4 vueltas | 28       |        |
| Ret     | 24  | Simone Corsi          | Kalex       | 21      | Retirado   | 10       |        |
| Ret     | 88  | Jorge Martín          | KTM         | 18      | Caída      | 17       |        |
| Ret     | 11  | Nicolò Bulega         | Kalex       | 18      | Retirado   | 9        |        |
| Ret     | 21  | Fabio Di Giannantonio | Speed Up    | 12      | Retirado   | 18       |        |
| Ret     | 22  | Sam Lowes             | Kalex       | 5       | Caída      | 3        |        |
| Ret     | 12  | Thomas Lüthi          | Kalex       | 5       | Caída      | 5        |        |
| Ret     | 62  | Stefano Manzi         | MV Agusta   | 1       | Caída      | 23       |        |
| DNS     | 97  | Xavi Vierge           | Kalex       | 0       | No empezó  | 1        |        |
| DNS     | 40  | Augusto Fernández     | Kalex       |         | No empezó  |          |        |
| 1. 2.   |     |                       |             |         |            |          |        |
| Fuente: |     |                       |             |         |            |          |        |

### Resultados Moto3
| Pos.    | N.º | Piloto              | Constructor | Vueltas | Tiempo    | Parrilla | Puntos |
| ------- | --- | ------------------- | ----------- | ------- | --------- | -------- | ------ |
| 1       | 5   | Jaume Masiá         | KTM         | 21      | 38:54.562 | 1        | 25     |
| 2       | 40  | Darryn Binder       | KTM         | 21      | +0.108    | 20       | 20     |
| 3       | 14  | Tony Arbolino       | Honda       | 21      | +0.295    | 3        | 16     |
| 4       | 23  | Niccolò Antonelli   | Honda       | 21      | +0.386    | 5        | 13     |
| 5       | 71  | Ayumu Sasaki        | Honda       | 21      | +0.519    | 9        | 11     |
| 6       | 19  | Gabriel Rodrigo     | Honda       | 21      | +0.550    | 13       | 10     |
| 7       | 48  | Lorenzo Dalla Porta | Honda       | 21      | +0.588    | 4        | 9      |
| 8       | 7   | Dennis Foggia       | KTM         | 21      | +0.671    | 22       | 8      |
| 9       | 42  | Marcos Ramírez      | Honda       | 21      | +0.792    | 12       | 7      |
| 10      | 27  | Kaito Toba          | Honda       | 21      | +1.280    | 8        | 6      |
| 11      | 16  | Andrea Migno        | KTM         | 21      | +1.629    | 6        | 5      |
| 12      | 44  | Arón Canet          | KTM         | 21      | +1.775    | 2        | 4      |
| 13      | 24  | Tatsuki Suzuki      | Honda       | 21      | +1.836    | 14       | 3      |
| 14      | 13  | Celestino Vietti    | KTM         | 21      | +1.978    | 21       | 2      |
| 15      | 25  | Raúl Fernández      | KTM         | 21      | +2.092    | 10       | 1      |
| 16      | 55  | Romano Fenati       | Honda       | 21      | +2.273    | 7        |        |
| 17      | 79  | Ai Ogura            | Honda       | 21      | +2.350    | 15       |        |
| 18      | 69  | Tom Booth-Amos      | KTM         | 21      | +9.798    | 27       |        |
| 19      | 81  | Aleix Viu           | KTM         | 21      | +9.904    | 25       |        |
| 20      | 76  | Makar Yurchenko     | KTM         | 21      | +10.136   | 28       |        |
| 21      | 17  | John McPhee         | Honda       | 21      | +26.464   | 11       |        |
| 22      | 54  | Riccardo Rossi      | Honda       | 21      | +27.044   | 26       |        |
| 23      | 22  | Kazuki Masaki       | KTM         | 21      | +39.985   | 19       |        |
| 24      | 84  | Jakub Kornfeil      | KTM         | 21      | +40.177   | 16       |        |
| 25      | 12  | Filip Salač         | KTM         | 21      | +58.474   | 24       |        |
| 26      | 61  | Can Öncü            | KTM         | 20      | +1 vuelta | 23       |        |
| Ret     | 77  | Vicente Pérez       | KTM         | 13      | Caída     | 18       |        |
| Ret     | 21  | Alonso López        | Honda       | 11      | Caída     | 17       |        |
| DNS     | 11  | Sergio García       | Honda       |         | No empezó |          |        |
| Fuente: |     |                     |             |         |           |          |        |